# Agostin Barbarigo
Pour les articles homonymes, voir Agostino Barbarigo (homonymie) et Barbarigo.
Agostin Barbarigo (Agostino Barbarigo en italien), (né à Venise le 3 juin 1419, mort le 20 septembre 1501 au même endroit), est le 74e doge de Venise, en fonction de 1486 à sa mort en 1501. Les Barbarigo comptent alors parmi les plus riches familles de Venise. Ils ont acquis de grandes propriétés en Crète, à Vérone et à Trévise. Outre les deux doges, les frères Marco et Agostino Barbarigo, la famille compte un certain nombre de procureurs et de cardinaux. La famille s'est éteinte au milieu du XVIIIe siècle.

## Biographie
Fils de Francesco Barbarigo et de Cassandra Morosini, Agostin Barbarigo a cinq enfants avec son épouse Isabella Soranzo. En 1478, il est nommé podestat de Vérone et, en 1482, de Padoue. Son unique fils décède pendant cette période. Il est ensuite nommé administrateur des terres de Polésine et acquiert une expérience considérable, tant militaire que politique, qui lui permet de gérer les années difficiles qu'il passe comme doge de Venise.

### Début du dogat
Agostin Barbarigo succède à son frère Marco, décédé moins d'un an après son accession au poste de doge. L'élection d'Agostin constitue l'un des rares cas où deux membres d'une même famille se succèdent à Venise. Lors de l'élection qui se tient le 30 août 1486, il s'impose difficilement face au diplomate et écrivain Bernardo Giustiniani qui représente les vieilles familles de la République, ce qui donnera naissance à des tensions et à des intrigues.
En 1495, il organise une coalition anti-française, la Ligue de Venise, pour chasser Charles VIII d'Italie, objectif atteint avec la bataille de Fornoue. Pendant son dogat, Venise essaie d'obtenir des points d'appui en Romagne et dans les Pouilles. L'île de Chypre est définitivement annexée en 1489 quand la vénitienne Catherine Cornaro fait don à la République du royaume dont elle a hérité.

### La guerre contre les Turcs (1499-1503)
Au début du dogat d'Agostin Barbarigo, les rapports sont cordiaux avec le sultan ottoman Bayezid II, successeur de Mehmed II, mais à partir de 1492, les difficultés commencent. Le sultan s'offense des dépêches chiffrées que l'ambassadeur vénitien à Constantinople envoie à son gouvernement et lui intime l'ordre de quitter le pays sous trois jours.
Rapidement, la rupture des relations diplomatiques se transforme en guerre ouverte. Les marchands vénitiens présents à Constantinople sont arrêtés en 1499 ; les Bosniaques entrent en Dalmatie et arrivent jusqu'aux portes de Zara.
Les deux flottes s'affrontent dans les eaux de Pylos (bataille de Zonchio) et bien que le résultat de la bataille soit incertain, Lepante tombe aux mains des Ottomans. En juin 1499, Modon est attaquée par le sultan en personne : elle oppose une bonne résistance, mais se rend après plusieurs semaines. À peine entré dans la ville, les Ottomans massacrent la population sans pitié. Peu après Corone tombe à son tour.
Le coup est très dur pour la république de Venise qui perd ainsi ses ports d'étape sur la route du Levant.
La guerre dure encore quatre ans : la paix de 1503 scelle pour la Sérénissime la perte des forteresses pré-citées et de l'île de Santa Maura : Venise ne dispose plus, en Péloponnèse, que de Nauplie, Patras et Monemvasia.

### Les aspects culturels
Pendant le dogat d'Agostin Barbarigo, les travaux, qui donnent à la place Saint-Marc certains des principaux monuments qui la caractérisent encore aujourd'hui, débutent: en 1494 les fondations  de la tour de l'horloge et en 1495 celle de la Procuratie Vecchie.
En 1493-1494, le fils du doge, Pier Francesco Barbarigo, investie la moitié des parts dans une imprimerie fondée par Alde Manuce, maison qui deviendra les Presses aldines.
Le 1er février 1499, le doge inaugure l'horloge sur la tour. La statue du doge est posée à côté du lion de Saint-Marc, symbole de la ville, sur la partie supérieure de la façade de la tour. La statue est détruite par les Français en 1797 après la prise de la ville par Napoléon.

### Fin du dogat d'Agostin Barbarigo
Son goût du népotisme et les accusations d'accord secret avec le duc de Milan conduisent, à sa mort, à l'examen de sa situation financière. Les héritiers seront condamnés à payer de 76 000 ducats d'or de dommages-intérêts à la République. À sa mort en 1501, il est inhumé dans l'église Santa Maria della Carità. Son tombeau est détruit par les troupes de Napoléon en 1807. Il n'en reste plus qu'une sculpture.

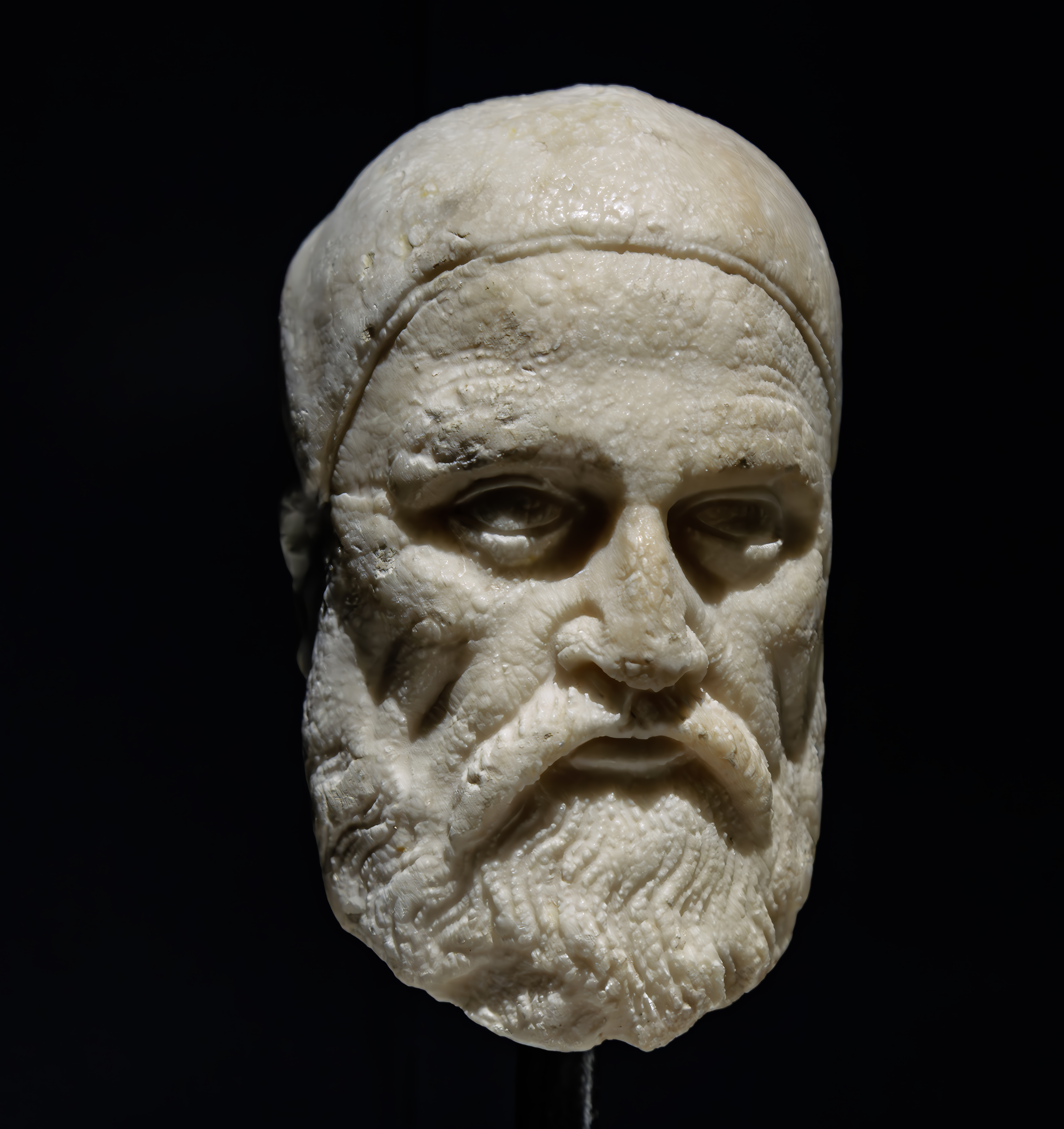
Portrait en marbre du Doge Agostino Barbarigo  Musée civique de Saint Catherine à Trévise
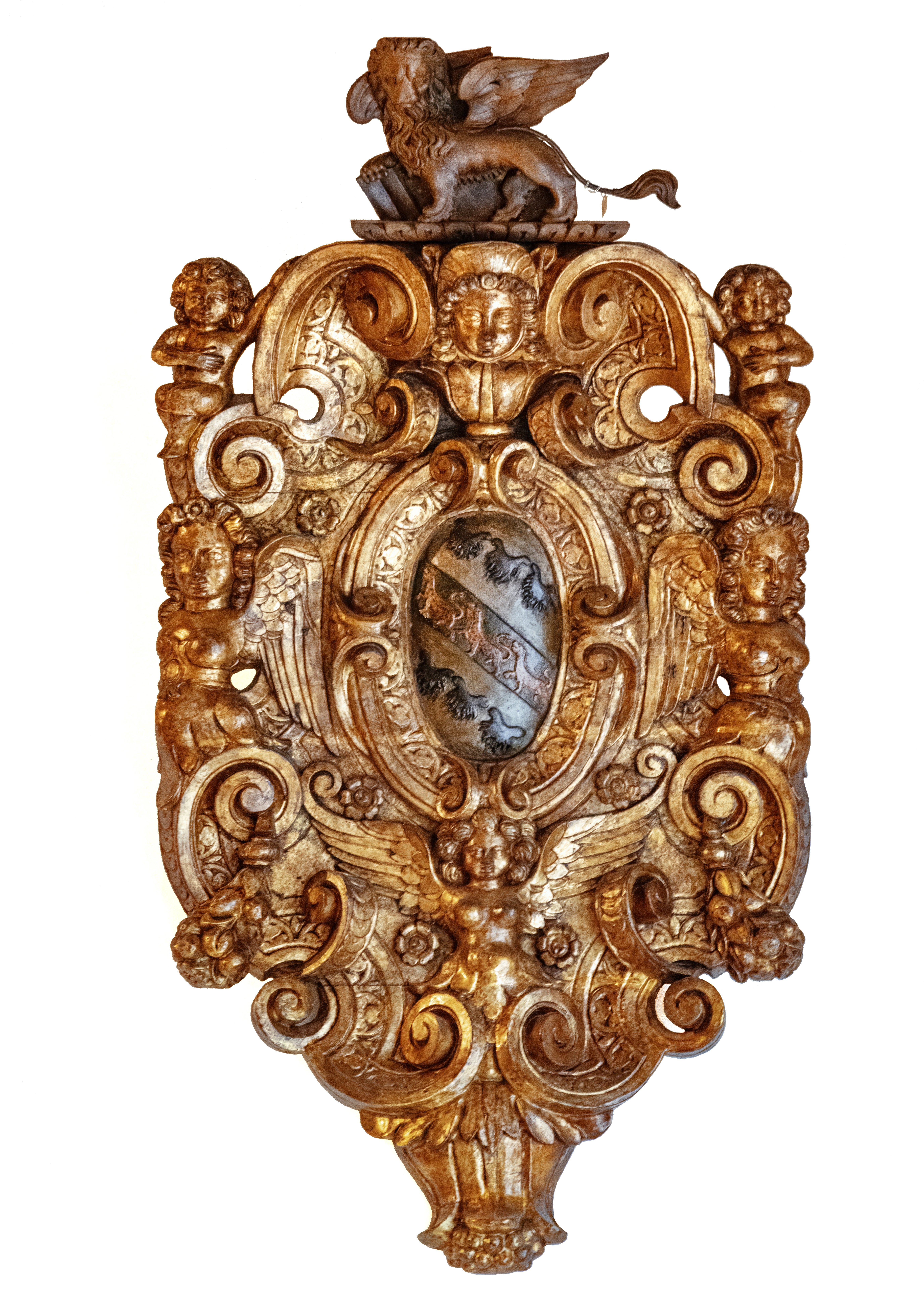
Armoiries d'Agostino Barbarigo Sculpture sur bois recouvert de feuille d'or et polychromies, Musée Correr Venise
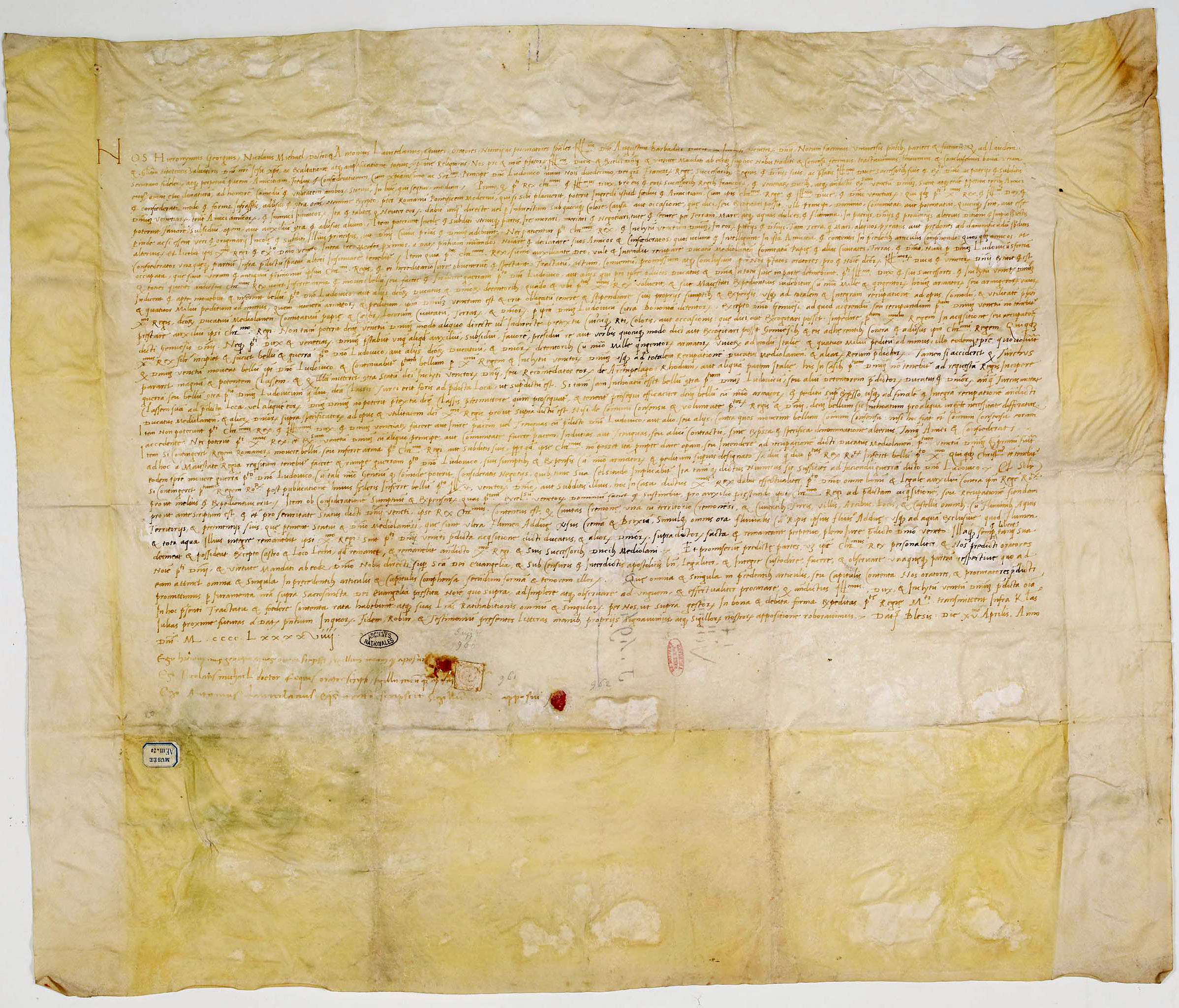
Traité de paix établi entre Louis XII, Roi de France, et Agostino Barbarigo Archives nationales AE/III/20